# Типтон (Оклахома)
Типтон (енгл. Tipton) град је у америчкој савезној држави Оклахома.

## Демографија
По попису из 2010. године број становника је 847, што је 69 (-7,5%) становника мање него 2000. године.
| Група             | 2000.       | 2010.       |
| Белци             | 677 (73,9%) | 576 (68,0%) |
| Афроамериканци    | 92 (10,0%)  | 71 (8,4%)   |
| Азијати           | 1 (0,1%)    | 0 (0,0%)    |
| Хиспаноамериканци | 122 (13,3%) | 164 (19,4%) |
| Укупно            | 916         | 847         |